# Il segreto dell'acqua
Il segreto dell'acqua è una serie televisiva italiana del 2011, prodotta da Rai Fiction e trasmessa in prima visione su Rai 1 nel 2011.
La serie è costituita da un'unica stagione di 6 episodi. Non fu rinnovata a causa degli ascolti relativamente bassi.

## Trama
Il vicequestore Angelo Caronia, intrigante quanto antipatico, intuitivo quanto rude, lavora nello SCO, Servizio Centrale Operativo della Polizia di Stato. Inizialmente attivo nella capitale, il poliziotto dovrà fare i conti con una punizione che sembra riservargli non solo il suo superiore, ma anche il destino, quella cioè di tornare a Palermo, suo luogo natio. Lì rincontrerà padre e fratello, entrambi legati a mafia e malavita e dal punto di vista lavorativo dovrà scoprire cosa si nasconde dietro la mancata tracciabilità di fonti acquifere in alcuni quartieri della città siciliana.

## Episodi
| nº | Titolo                 | Prima TV Italia   | Telespettatori | Share  |
| -- | ---------------------- | ----------------- | -------------- | ------ |
| 1  | Il ritorno             | 11 settembre 2011 | 3.028.000      | 14,00% |
| 2  | La città assetata      | 12 settembre 2011 | 3.311.000      | 14,16% |
| 3  | La mappa scomparsa     | 20 settembre 2011 | 2.998.000      | 11,36% |
| 4  | La natività            | 21 settembre 2011 | 2.638.000      | 10,27% |
| 5  | Il vecchio e le pietre | 25 settembre 2011 | 2.823.000      | 11,96% |
| 6  | Due fratelli           | 2 ottobre 2011    | 3.683.000      | 15,39% |

## Controversie
Secondo le indagini della Polizia, i boss mafiosi del mandamento della Noce sarebbero riusciti a imporre alcune assunzioni a Palermo per girare alcune scene, anche se i responsabili della produzione hanno denunciato l'estorsione alla Squadra mobile.